# Ultimii păpușari
Ultimii păpușari este un film românesc din 2002 regizat de Jean Petrovici.

## Distribuție
Distribuția filmului este alcătuită din:
- Mircea Albulescu — voce